# Tràfic de blanques (Sorolla)
Tràfic de blanques és una obra de 1894 del pintor valencià Joaquim Sorolla, que la va signar en 1895, on s'aborda el tema de la prostitució des d'una perspectiva commiseradora. S'enquadra dins d'aquelles pintures que Sorolla va realitzar per les exigències dels certàmens de l'època, en els quals es va popularitzar el tema del realisme social.
Està executada a l'oli sobre llenç i mesura 166,5 centímetres d'alt per 195 cm d'ample. Pertany al Museu Sorolla, encara que ha estat exposada en altres galeries d'art, com el Museu del Prado. Així mateix, va ser exhibida a Buenos Aires en 1898.

## Anàlisi del quadre
En el quadre apareixen representades un grup de dones vestides a manera de camperoles amb mantillas i mocadors al cap que semblen mig adormides, excepte l'anciana de negre que les acompanya, la qual roman desperta i vigilant. Amb l'estret espai que es reflecteix en el quadre, el pintor tracta de simbolitzar la impossibilitat de fugir de la destinació. No obstant això, l'al·lusió a la prostitució es fa d'una manera velada, revelant-se una gran pietat per part de l'autor de cara al tema.
La pintura va ser objecte de crítiques positives i negatives, encara que van destacar especialment aquestes últimes entre els ultramoralistas catòlics del moment. Alguns d'aquests es van queixar que un pintor tan excel·lent com era Sorolla hagués «tacat el seu bell i brillant pinzell amb el sutge dels bordells», i van qualificar aquesta obra, i d'altres de temàtica similar, d'indecoroses.